# Campionati europei di ciclismo su strada 2022 - Cronometro femminile Elite
La cronometro femminile Elite dei Campionati europei di ciclismo su strada 2022, settima edizione della prova, si è disputata il 17 agosto 2022 su un percorso di 24 km con partenza ed arrivo a Fürstenfeldbruck, in Germania. La medaglia d'oro è stata vinta dalla svizzera Marlen Reusser, la quale ha completato il percorso con il tempo di 30'59" alla media di 46,477 km/h; l'argento è andato all'olandese Ellen van Dijk e il bronzo all'altra olandese, Riejanne Markus.
Sul traguardo 29 cicliste, su altrettanti partenti, portarono a termine la competizione.

## Ordine d'arrivo (Top 10)
| Pos. | Corridore           | Squadra     | Tempo   |
| ---- | ------------------- | ----------- | ------- |
| 1    | Marlen Reusser      | Svizzera    | 30'59"  |
| 2    | Ellen van Dijk      | Paesi Bassi | a 5"    |
| 3    | Riejanne Markus     | Paesi Bassi | a 27"   |
| 4    | Audrey Cordon-Ragot | Francia     | a 53"   |
| 5    | Anna Kiesenhofer    | Austria     | a 1'00" |
| 6    | Juliette Labous     | Francia     | a 1'01" |
| 7    | Julie Van De Velde  | Belgio      | a 1'30" |
| 8    | C. Schweinberger    | Austria     | a 1'32" |
| 9    | Elena Hartmann      | Svizzera    | a 1'37" |
| 10   | Agnieszka Skalniak  | Polonia     | a 1'50" |